# کاگا (باشقیرستان)
کاگا (انگلیسی: Kaga, Republic of Bashkortostan) یک شهرک در شهرستان بلورتسکی باشقیرستان کشور روسیه است.